# Campeonato Europeu de Hóquei em Patins Feminino
O Campeonato Europeu de  Hóquei em Patins Feminino é a principal competição de seleções europeias femininas de Hóquei em Patins. 
Esta competição acontece de dois em dois anos e é organizada pela World Skate Europe – Rink Hockey. A Espanha é a grande dominadora da competição.

## Histórico
| Ano  | Edição | Local               | Vencedor | 2º Lugar | 3º Lugar | 4º Lugar      |
| ---- | ------ | ------------------- | -------- | -------- | -------- | ------------- |
| 1991 | 1º     | Genebra             | Itália   | Holanda  | Espanha  | Inglaterra    |
| 1993 | 2º     | Molfetta            | Itália   | Espanha  | Holanda  | Portugal      |
| 1995 | 3º     | Oviedo              | Espanha  | Itália   | Suíça    | Alemanha      |
| 1997 | 4º     | São João da Madeira | Portugal | Itália   | Espanha  | Países Baixos |
| 1999 | 5º     | Springe             | Portugal | Espanha  | Alemanha | Itália        |
| 2001 | 6º     | Molfetta            | Portugal | Espanha  | Itália   | Alemanha      |
| 2003 | 7º     | Coutras             | Alemanha | Espanha  | Portugal | França        |
| 2005 | 8º     | Mira                | França   | Portugal | Espanha  | Alemanha      |
| 2007 | 9º     | Alcorcón            | Alemanha | Espanha  | Portugal | França        |
| 2009 | 10º    | Dinan               | Espanha  | França   | Alemanha | Portugal      |
| 2011 | 11º    | Cronenberg          | Espanha  | Portugal | Alemanha | França        |
| 2013 | 12º    | Mieres              | Espanha  | Portugal | Itália   | França        |
| 2015 | 13º    | Matera              | Espanha  | Portugal | Itália   | Alemanha      |
| 2018 | 14º    | Mealhada            | Espanha  | Portugal | Itália   | França        |
| 2021 | 15º    | Luso                | Espanha  | Portugal | Itália   | França        |
| 2023 | 16º    | Olot                | Espanha  | Portugal | Itália   | França        |

## Tabela das Medalhas
| Ordem | País     | Medalha de ouro | Medalha de prata | Medalha de bronze | Total |
| ----- | -------- | --------------- | ---------------- | ----------------- | ----- |
| 1     | Espanha  | 8               | 5                | 3                 | 16    |
| 2     | Portugal | 3               | 7                | 2                 | 12    |
| 3     | Itália   | 2               | 2                | 6                 | 10    |
| 4     | Alemanha | 2               | 0                | 3                 | 5     |
| 5     | França   | 1               | 1                | 0                 | 2     |
| 6     | Holanda  | 0               | 1                | 1                 | 2     |
| 7     | Suíça    | 0               | 0                | 1                 | 1     |